# Deadwood (TV-serie)
Deadwood är en amerikansk western-TV-serie skapad av David Milch, som ursprungligen sändes från den 21 mars 2004 till 27 augusti 2006 på kabelkanalen HBO, totalt 36 avsnitt under tre säsonger. Serien utspelar sig i guldgrävarsamhället Deadwood, ett mer eller mindre laglöst samhälle i USA:s utkant runt åren 1876–1877.

## Rollista
- Timothy Olyphant – Seth Bullock
- Ian McShane – Al Swearengen
- Molly Parker – Alma Garret
- Jim Beaver – Whitney Ellsworth
- W. Earl Brown – Dan Dority
- Dayton Callie – Charlie Utter
- Kim Dickens – Joanie Stubbs
- Brad Dourif – Doc Cochran
- Anna Gunn – Martha Bullock
- John Hawkes – Sol Star
- Jeffrey Jones – A.W. Merrick
- Paula Malcomson – Trixie
- Leon Rippy – Tom Nuttall
- William Sanderson – E.B. Farnum
- Robin Weigert – Calamity Jane
- Sean Bridgers – Johnny Burns
- Garret Dillahunt – Francis Wolcott
- Titus Welliver – Silas Adams
- Brent Sexton – Harry Manning
- Powers Boothe – Cy Tolliver
- Keith Carradine – Wild Bill Hickok
- Bree Seanna Wall – Sofia Metz
- Josh Eriksson – William Bullock